# Sense8
Sense8 (joc de paraules en anglès que significa sensible /ˈsɛnseɪt/) és una sèrie de televisió de ciència-ficció nord-americana creada per Lana i Lilly Wachowski, juntament amb J. Michael Straczynski per la plataforma Netflix. La sèrie va ser estrenada el 5 de juny de 2015 i actualment consta de dues temporades. La primera temporada introdueix un repartiment d'actors i actrius multinacional, amb Ami Ameen, Doona Bae, Jamie Clayton, Tina Desai, Tuppence Middleton, Max Riemelt, Miguel Ángel Silvestre i Brian J. Smith. El conjunt d'actors protagonitzen els vuit estranys de diferents procedències que sobtadament esdevenen sensates; éssers humans que estan mentalment i emocionalment connectats. La missió de la sèrie és explorar cada subjecte de manera emocional i mental, per emfatitzar els diversos conceptes com la política, la identitat, la sexualitat, el sexe i la religió.
Cada episodi de la primera temporada de Sense8 ha estat escrit per les germanes Wachowskis i Straszynski. Tot i així, a la segona temporada, Lilly Wachowski no va participar en els guions. El descans de la directora Lilly va significar la primera vegada en la carrera de les germanes Wachowski que no treballaven juntes. La direcció de la sèrie també va fer que participessin un ventall freqüent de col·laboradors com James McTeigue, Tom Tykwer i Dan Glass.
La sèrie ha rebut una crítica molt positiva per part de l'audiència, amb premis i nominacions com la del GLAAD Media Awards, per la sèrie de drama més destacada (Outstanding Drama Series) i, la nominació dels Primetime Emmy Award per la millor fotografia d'una sèrie d'una sola càmera (Outstanding Cinematography for a Single-Camera Series), entre altres premis i nominacions.
L'1 de juny de 2017, la plataforma Netflix va anunciar la cancel·lació de la sèrie, tot i les negociacions prèvies amb els directors i el repartiment. Tot i així, gràcies a la immensa demanda per part de l'audiència, es va anunciar el mateix mes que es realitzaria un episodi final de dues hores. Aquest episodi va ser publicat el juny de 2018.

## Repartiment

### Els «Sensates»
Els vuit personatges principals són anomenats sensates i comparteixen el mateix dia de naixement, el 8 d'agost. Durant la primera temporada, els personatges no es coneixen físicament però a partir de la seva connexió, comencen a sentir la seva presència contínua. En aquesta temporada el coneixement recíproc dels personatges es desenvolupa lentament, ja que la sèrie profunditza més en la cultura pròpia de cada individu. Per tant, anem coneixent-los independentment de la seva connexió.
| Nacionalitat de l'actor | Nacionalitat de l'actor                                    | Personatge                  | Descripció                                                                                            | Temporada | Temporada |
| ----------------------- | ---------------------------------------------------------- | --------------------------- | --- | --------- | --------- |
| Estats Units            | Brian J. Smith                                             | Will Gorski                 | Policia de Chicago perseguit per un assassinat no resolt de la seva infància.                         | 1ra       | 2na       |
| Islàndia                | Tuppence Middleton                                         | Riley Blue                  | DJ islandesa que fuig a Londres a causa del seu passat.                                               | 1ra       | 2na       |
| Kenya                   | Aml Ameen (1ra temporada) / Toby Onuwumere (2na temporada) | Capheus Onyango "Van Damme" | Un conductor de Matatu (minibús) que es veu enredat en una sèrie de conflictes de bandes.             | 1ra       | 2na       |
| Corea del Sud           | Bae Doona                                                  | Sun Bak                     | Dona de negocis i estrella del kickboxing underground.                                                | 1ra       | 2na       |
| Espanya                 | Miguel Ángel Silvestre                                     | Lito Rodríguez              | Un famós actor mexicà de telenovel·les que amaga la seva orientació sexual als mitjans de comunicació | 1ra       | 2na       |
| Índia                   | Tina Desai                                                 | Kala Dandekar               | Una química farmacèutica que s'ha compromès a casar-se amb un home que no estima.                     | 1ra       | 2na       |
| Alemanya                | Max Riemelt                                                | Wolfgang Bogdanow           | Lladre de caixes fortes a Berlín que forma part d'una banda criminal organitzada.                     | 1ra       | 2na       |
| Estats Units            | Jamie Clayton                                              | Nomi Marks                  | Una dona transsexual de San Francisco amb una capacitat informàtica molt gran.                        | 1ra       | 2na       |

### Personatges secundaris
- Daryl Hannah com Angèlica "Angel" Turing, una sensate d'un grup anterior que actua com a mare dels vuit protagonistes.
- Naveen Andrews com Jonas Maliki, un sensate del grup de l'Angèlica que ajuda als vuit protagonistes durant les dues temporades.
- Terrence Mann com Milton Bailey Brandt Whispers (xiuxiuejar en català), antagonista dels vuit sensates, el qual vol capturar-los i matar-los.
- Alfonso Herrera com Hernando de la Fuente, parella d'en Lito.
- Eréndira Ibarra com a Daniela Velázquez, amiga d'en Lito i suport moral per la parella.
- Anupam Kher com Sanyam Dandekar, pare de la Kala i responsable d'un restaurant familiar.
- Freema Agyeman com Amanita "Neets" Caplan, parella de la Nomi. Forma part dels del suport que reben els sensates de gent íntima i fora del clan.
- Sukku Son com Detectiu Mun, detectiu que investiga la fugida de la presó de Sun Bak.

Juntament amb aquests personatges apareixen un seguit més que són recurrents en tota la sèrie. Aquests personatges secundaris formen part de l'àmbit familiar, laboral o amistós dels vuit sensates principals.

## Episodis

### Primera temporada
| N.° (sèrie) | N.° (temp.) | Títol                                                  | Dirigida per       |
| 1 | 1           | "Ressonància límbica"                                  | Germanes Wachowski |
| --- | ----------- | ------------------------------------------------------ | ------------------ |
| El capítol ens introdueix a vuit desconeguts de diferents parts del món, que de sobte són testimonis de la mort d'una dona, l'Angèlica. A partir d'aquesta visió compartida comencen a experimentar una connexió sobrenatural entre ells. A partir de poder llegir els pensaments i emocions dels altres, es pensen que són al·lucinacions. |             |                                                        |                    |
| 2 | 1           | "Estem units"                                          | Germanes Wachowski |
| Aquest episodi ens introdueix a la vida de tres sensates, la Nomi, la Kala i en Lito. La Nomi és internada a un hospital després de tenir un accident en moto a la festa de l'orgull gai de San Francisco. En Lito intenta amagar la seva orientació sexual a tothom tot i que després es descobert per l'actriu Daniela. La família de la Kala i el seu promès es reuneixen per celebrar el compromís, tot i que ella encara es qüestiona la seva decisió.                                        |             |                                                        |                    |
| 3 | 1           | "Els que saben, aposten a La perr* flaca"              | Germanes Wachowski |
| La connexió entre els protagonistes comença a ser essencial per la seva supervivència. La Nomi és retinguda mentre la seva parella, l'Amanita, executa un pla per salvar-la. En Capheus rep ajuda d'un amic per comprar medicina per la seva mare, qui pateix de SIDA.Tot i així, es veu embolicat en una baralla amb uns delinqüents que li roben la medicina. Amb l'ajuda de la Sun aconsegueix venjar-se d'ells, no sense fer un perillós enemic.                                               |             |                                                        |                    |
| 4 | 1           | "What's Going On?"                                     | Tom Twyker         |
| En Capheus és contractat per un empresari per una misteriosa missió. La Sun es veu forçada a prendre una decisió difícil quan descobreix que el seu germà està involucrat en il·legalitats de l'empresa del seu pare. En Will descobreix informació molt important sobre l'origen de la seva connexió amb els sensates. Finalment, la Riley escolta la cançó What's Up?, generant una sintonització amb els altres sensates.                                                                       |             |                                                        |                    |
| 5 | 1           | "L'art és com la religió"                              | James McTeigue     |
| En Lito experimenta la menstruació femenina a través de la Sun, el que fa que durant uns dies les seves emocions explotin de manera espontània. En Capheus visita a la Sun i es veu enredat en un risc per protegir la mercaderia que li havien encomanat. L'apartament de la Nomi i l'Amanita és assaltat. La Kala està a punt de casar-se però a la cerimònia és interrompuda per la visita d'en Wolfgang.                                                                                       |             |                                                        |                    |
| 6 | 1           | "Dimonis"                                              | Germanes Wachowski |
| La Sun assumeix la responsabilitat dels crims del seu germà, així sent processada immediatament. La Nomi i l'Amanita cerquen refugi a la casa d'aquesta última. En Capheus acorda amb un mafiós a traslladar la filla d'aquest a l'hospital sense córrer cap risc. En Wolfgang, en Will, la Nomi i en Lito comparteixen un moment íntim. |             |                                                        |                    |
| 7 | 1           | "Què faria Nancy Drew?"                                | James McTeigue     |
| La Nomi descobreix informació sobre el metge que l'havia tractat a l'hospital. La Riley viatja a Islàndia per veure al seu pare. La Kala i en Wolfgang enforteixen el seu vincle, mentrestant en Fèlix, el millor amic d'en Wolfgang, és víctima d'un atac. L'Hernando i la Daniela es troben en una difícil situació quan l'ex-novio d'ella aconsegueix informació sobre la vida personal del Lito, relacionant-lo amb la seva orientació sexual.                                                 |             |                                                        |                    |
| 8 | 1           | "Al final tots serem jutjats pel valor del nostre cor" | Dan Glass          |
| El vincle entre la Riley i en Will es va tornant més fort. Nomi es troba amb un conflicte amb la policia, però amb l'ajuda d'en Will, la Sun i en Capheus, aconsegueix escapar. El pare del promès de la Kala no està d'acord amb el compromís i la Sun ha de sobreviure a la seva vida a la presó. |             |                                                        |                    |
| 9 | 1           | "La mort no et permet dir adéu"                        | Germanes Wachowski |
| El pare de Sun es compromet a prendre les culpes de l'estafa per la què ella estava a presó. En Lito i la Nomi tenen un trobament on comparteixen sentiments i pensaments del seu passat. Al mateix temps, la Riley i en Capheus es visiten per discutir les seves vides i emocions. |             |                                                        |                    |
| 10 | 1           | "Què és ser un ésser humà?"                            | Germanes Wachowski |
| La Riley i en Will es confessen els seus sentiments l'un per l'altre. En Lito s'enfronta a l'ex-novio de la Daniela i aconsegueix derrotar-lo amb l'ajuda d'en Wolfgang. De la mateixa manera, en Lito ajuda a en Wolfgang a sortir d'una situació perillosa. En Will visita al seu pare durant el 4 de juliol als Estats Units. La Riley escolta al seu pare tocant en un auditori i comparteix el Concert per piano n.º 5 de Beethoven amb els sensates, els quals recorden els seus naixements. |             |                                                        |                    |
| 11 | 1           | "Dona la volta i canvia el futur"                      | Tom Twyker         |
| La salut de la Riley està pitjor i corre perill, per això en Will i la Nomi intenten ajudar-la. En Capheus es troba amb la banda criminal que el vol assassinar, capturen al seu cap i el seu enemic, en Githus, l'obliga a matar-lo. Capheus aconsegueix escapar amb l'ajuda de la Sun. El germà de la Sun li dona la notícia sobre la mort del seu pare, però ella no creu que digui la veritat.                                                                                                 |             |                                                        |                    |
| 12 | 1           | "No puc deixar-la"                                     | Germanes Wachowski |
| La Riley és transportada a les instal·lacions de la BPO. Will arriba a Islàndia per salvar a la Riley, abans que li passi alguna cosa. Tots els altres ajuden a rescatar a la Riley i que escapin d'Islàndia, però just a l'últim moment en Will entra en contacte visual amb en Whispers, el què li permet entrar al seu cap. Finalment, en Will pren els suficients sedants per deixar-se inconscient. Mentre se'n van d'Islàndia, els vuit sensates es veuen per primera vegada junts.          |             |                                                        |                    |

### Segona temporada
| N.° (sèrie) | N.° (temp.) | Títol                                                                | Dirigida per   |
| Especial | -           | "Feliç Any Nou de m**rda"                                            | Lana Wachowski |
| --- | ----------- | -------------------------------------------------------------------- | -------------- |
| Especial de Nadal. Les coses segueixen igual que a la temporada passada. En Will i la Riley s'amaguen, com també la Nomi i l'Amanita. La Kala ja s'ha casat, tot i no estar segura. En Lito es desallotjat del seu pis per les fotografies amb la seva parella publicades a la premsa. El germà de la Sun la vol matar perquè no confessi. Es descobreix que el clan d'aquests vuit, no són els primers en néixer per l'Angèlica. |             |                                                                      |                |
| 1 | 2           | "Qui sóc?"                                                           | Lana Wachowski |
| En Will, inconscient per la droga, intenta aprendre més sobre en Whispers i l'empresa BPO. Ell i la Riley es muden a Àmsterdam per despitar als seus enemics. En Capheus coneix a una periodista amb la qual immediatament sent una atracció. La Nomi i l'Amanita van a Chicago per investigar l'origen del seu clan. Descobreixen que va existir un 'Homo Sensorium' gràcies a una conferència feta per un Dr. Kolovi, qui també va conèixer a en Whispers com un antic alumne.També visiten a la mare de la Sara Patrell i descobreixen que altres sensates, com en Jonas, l'Angèlica i en Whispers, també la van visitar. |             |                                                                      |                |
| 2 | 2           | "Mutualisme obligats"                                                | Lana Wachowski |
| Wolfgang descobreix que la parella d'un empresari conegut, Fuchs, també és una sensate. En Will es reuneix amb en Croome, qui afirma que l'empresa BPO només volia fomentar una col·laboració entre sensates i humans, fins que van succeir uns esdeveniments mundials que van fer que aquesta amistat s'acabés. En Croome també li dona a en Will píndoles bloquejadores perquè en Whispers no entri al seu cap. |             |                                                                      |                |
| 3 | 2           | "Polifonia"                                                          | Lana Wachowski |
| La Kala queda atrapada en un enfrontament al seu temple per una llei anti-religió detinguda pel pare del seu promès. En Lito visita el pare d'un periodista mexicà, que era sensate i va desaparèixer fa temps. El pare d'aquest sensate li ensenya a en Lito un vídeo on apareix en Whispers fent experiments amb un company del seu fill. |             |                                                                      |                |
| 4 | 2           | "La por no arregla mai res"                                          | Lana Wachowski |
| La Sun escapa de la presó i torna amb el seu mentor. La Kala comença a sospitar del seu marit i els seus moviments empresarials, mentrestant en Lito s'ofereix per anar a São Paulo i participar en una desfilada de l'orgull gai. El grup decideix actuar per derrotar a la BPO, per tant la Riley decideix tornar a ser DJ per tal de cridar l'atenció a altres sensates. |             |                                                                      |                |
| 5 | 2           | "Aïllats per dalt, connectats per abaix"                             | Lana Wachowski |
| Continuant amb la Riley, dos sensates es posen en contacte amb ella; un vell escocès i un químic australià. Tant en Wolfgang i la Kala com en Capheus i la periodista Zakia, decideixen fer un pas endavant amb la seva relació. |             |                                                                      |                |
| 6 | 2           | "No hi ha lloc per l'odi al meu cor"                                 | Lana Wachowski |
| La Riley decideix viatjar a Chicago on aconsegueix informació sobre l'amagatall d'en Whispers. Capheus decideix començar la seva campanya política. La Sun s'enfronta al detectiu Mun. |             |                                                                      |                |
| 7 | 2           | "L'única cosa que vull, és una bala més"                             | Lana Wachowski |
| En Jonas és viu gràcies a la seva connexió amb en Whispers. En Whispers és qüestionat per la seva empresa. La Riley investiga més sobre la desaparició de la Sara. Wolfgang assisteix al sopar amb la Lila, tot i sabent que és una emboscada. Després d'un tiroteig, Wolfgang escapa de la policia i la Lila pretén ser una víctima. |             |                                                                      |                |
| 8 | 2           | "El verdader significat de la família"                               | Lana Wachowski |
| La Daniela troba el guió perfecte per a en Lito. La Nomi és apunt de ser arrestada al casament de la seva germana, però és salvada per l'Amanita. Kabaka decideix protegir a en Capheus amb dos guàrdies. També li confessa els seus sentiments cap a la mare d'en Capheus. |             |                                                                      |                |
| 9 | 2           | "Si el món és un escenari, la identitat no és més que una disfressa" | Lana Wachowski |
| La Kala està formulant més bloquejadors per ajudar a en Will, qui és lamenta de la mort del seu pare. Capheus pronuncia el seu primer discurs com a candidat electoral, tot i així apareixen uns rebels a enfrontar-se amb la gent. |             |                                                                      |                |
| 10 | 2           | "Vols guerra?"                                                       | Lana Wachowski |
| La Sun decideix deixar viure al seu germà, qui és perseguit per la policia. Ella és arrestada però els seus companys apareixen a Seül i l'ajuden a escapar. La Nomi i l'Amanita es prometen. En Rajan, marit de la Kala, confessa la seva participació en una trama de corrupció política. Lila, la sensate d'un altre clan, ven en Wolfgang a en 'Whispers'. La Kala decideix anar cap a Londres per tal de salvar a en Wolfgang. Juntament amb tot el grup aconsegueixen salvar a en Wolfgang i enfrontar-se a en 'Whispers'                                                                                               |             |                                                                      |                |
| 11 | 2           | "Amor Vincit Omnia"                                                  | Lana Wachowski |
| Lluita final entre el clan i en Whispers. |             |                                                                      |                |

## Producció

### Origen

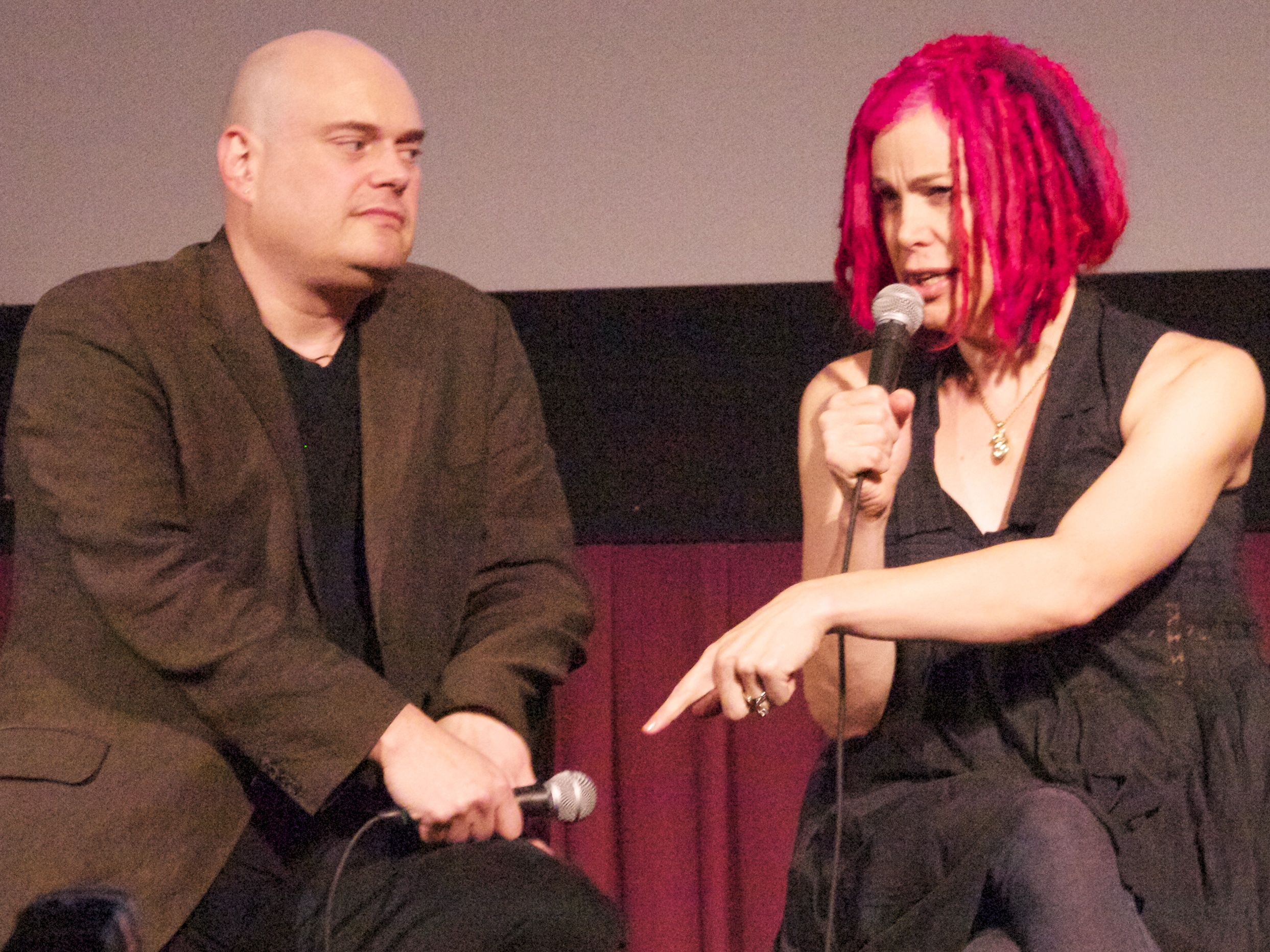
Andrew (Lilly) i Lana Wachowski a la conferència Fantastic Fest per Cloud Atlas (2012).

La idea de crear aquesta sèrie va sorgir anys enrere de manera espontània i a partir d'una conversa amb el director J. Michael Straczynski i les germanes Wachowski. A partir de les idees que van sorgir, van decidir crear una història sobre l'evolució de la raça humana i la relació entre aquesta i l'empatia.
La sèrie va començar a tenir forma cap al 2012, quan les germanes Wachowski i en Straczynski van quedar amb l'empresa Netflix per parlar sobre aquesta idea televisiva. Finalment va quedar en que es realitzarien 5 temporades amb 12 episodis cada, més un episodi final. Tot i que més tard, les coses no van funcionar d'aquesta manera.
El guió de la sèrie va ser escrit pels tres directors, tot i que cada un va aportar una idea pròpia de la seva experiència i van escriure els guions de manera individual. Per exemple, Lana Wachowski, una dona transsexual, va escriure el seu primer personatge transsexual: Nomi Marks. El personatge d'Amanita està basat en la dona de la Lana, Karin Winslow. Tot i que a la primera temporada es van dividir els guions, a la segona temporada, van col·laborar amb altres escritors com David Mitchell i Aleksandar Hemon i, la participació de la directora Lilly Wachowski es va anul·lar, ja que estava en procés de canvi de gènere.

### Elecció del repartiment
Juny de l'any 2014, es van anunciar els personatges principals per interpretar els vuit sensates. Pels personatges de fora d'Amèrica del Nord, es va escollir un grup que fos internacional i que complementés la nacionalitat del personatges que interpretarien. Al mateix temps que hi haguessin característiques dels personatges que complementessin els actors i les actrius; Jamie Clayton, qui interpreta Nomi Marks, és transgènere al igual que el seu personatge. L'únic actor que no compleix el requisit de nacionalitat amb el personatge, és Miguel Ángel Silvestre, ja que ell és espanyol i el seu personatge mexicà.
El personatge de Capheus va ser interpretat a la segona temporada per Toby Onwumere, substituint a Aml Ameen. El canvi de rol va ser provocat a causa d'uns conflictes entre els directors i l'actor que feia el personatge. El càsting per escollir qui faria de Capheus a la segona temporada va durar vuit setmanes.

### Cinematografia
Sense8 és una sèrie que va portar molta feina en aspectes de producció i creació d'un espai. La primera temporada de la sèrie es va filmar en 9 ciutats d'arreu del món, ciutats d'on procedien els protagonistes. Els directors volien filmar un esdeveniment propi de la ciutat que funcionés amb la trama de la història. Finalment van poder filmar al Festival de l'Orgull Gai de San Francisco, el 4 de Juliol (Dia de la Independència nord-americana) a Chicago i el Festival Ganesha Chaturthi a Bombai.
Per la segona temporada van viatjar a 16 ciutats en 11 països diferents. Moltes localitzacions eren de la temporada passada. Els directors van poder gravar al Festival de l'Orgull Gai de São Paulo com també al Rijksmuseum d'Àmsterdam. Les gravacions a aquests espais oberts no es van fer de forma exclusiva. L'aparició d'extres eren gent normal que estava en aquells esdeveniments.
En total, els actors i les actrius i tot l'equip directiu, van passar la meitat de la producció de la sèrie viatjant per tot el món.

### Efectes i postproducció
Més informació a: Sense8: La creación del mundo.
Molts dels efectes de càmera com els efectes de telepatia o aparició espontània de personatges, es van fer a la realitat, tot i que després es van perfilar a la postproducció. La sèrie es va fer de manera que els colors tinguessin molta rellevància i es van treballar independentment d'altres aspectes.

### Música
La banda sonora per la primera temporada es va publicar el 2017 per la discografia WaterTower Music. Va ser creada per Johnny Klimek i Tykwer, qui també havien participat en altres produccions de les germanes Wachowski. També es van fer servir cançons externes com una adaptació de la cançó Hallelujah de Leonard Cohen, feta per Daniel Martin Moore al Apollo Chorus de Chicago o la molt coneguda cançó de 4 Non Blondes, What's Up?, utilitzada per un episodi de la primera temporada.
El tema principal de la sèrie va ser escollit pels directors des de les dues hores de música original que van escriure els dos músics.

## Rebuda
La recepció de Sense8 per part de l'audiència ha estat àmpliament positiva. A Netflix, més de 500.000 usuaris van qualificar la sèrie amb una mitjana de 4.1 / 5.31
La crítica professional ha estat menys entusiasta però tot i així ha rebut la sèrie favorablement. Rotten Tomatoes, va reportar una aprovació de 69% amb una qualificació mitjana de 5.8 / 10 basada en 35 opinions. El consens del lloc diu «alguns dels escenaris estan a un pas de l'il·lògic, però la diversitat de personatges i les creatives interseccions entre les seves històries mantenen a Sense8 convincent».
En Metacritic, a la sèrie se li va assignar una puntuació de 63/100, basada en 23 opinions, indicant «opinions generalment positives».
Menys de vuit dies després de la seva estrena, Variety va reportar que la sèrie havia estat copiada il·legalment més de 500.000 vegades, malgrat la seva distribució digital.

## Futur

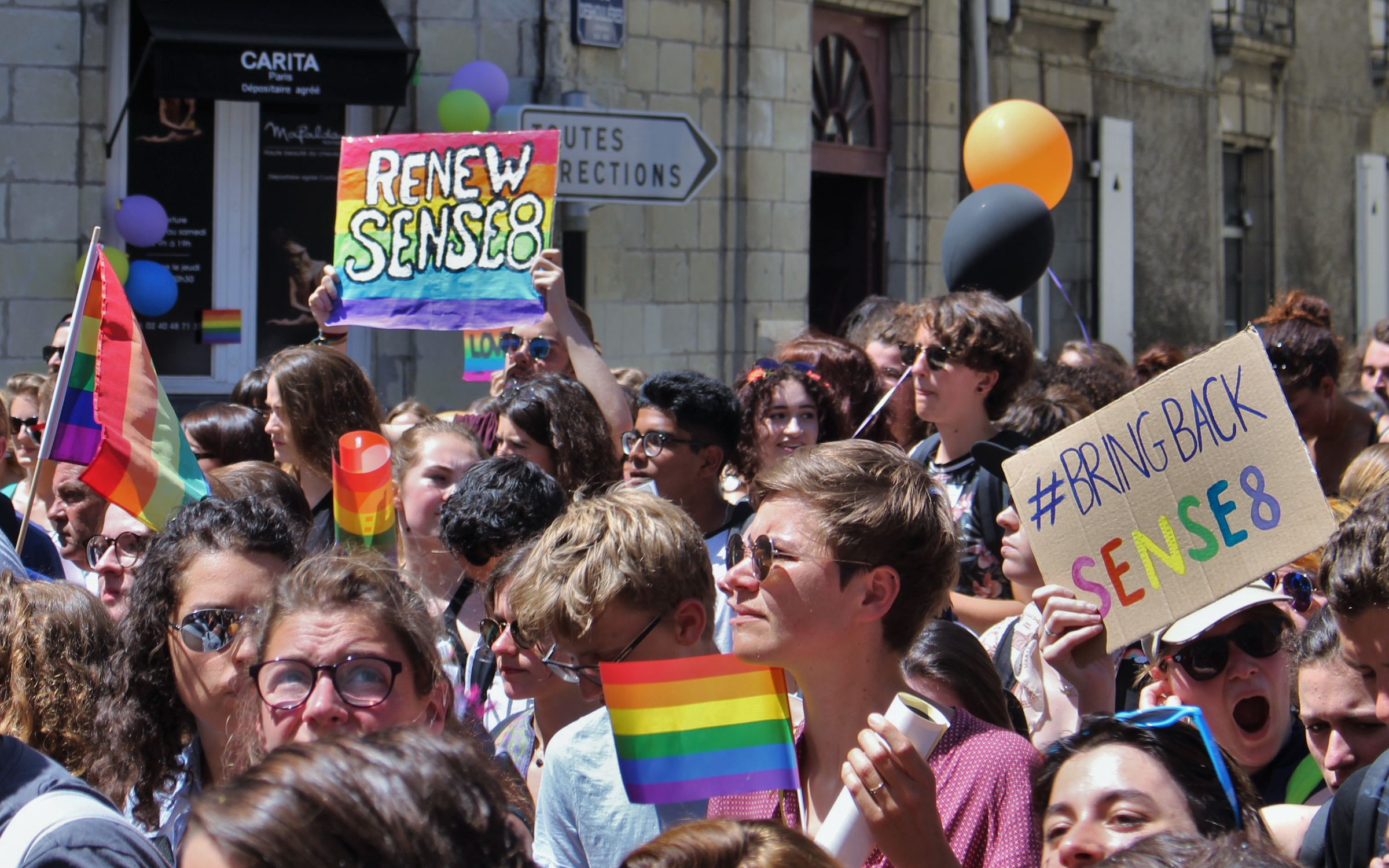
Seguidors de la sèrie manifestant-se a l'Orgull Gai de Nantes (França, 2017).

Cap al juny de 2017, Netflix va anunciar la cancel·lació de la sèrie després de dues temporades. Les raons eren per la poca audiència que rebia la sèrie i l'elevat cost de producció que requeria. La resposta per part del públic va ser immediata; els seguidors de la sèrie van fer peticions en línia per no cancel·lar-la, van enviar cartes i missatges a l'empresa Netflix a partir de diferents plataformes i xarxes socials i, van crear el hashtag #RenewSense8 (#RenoveuSense8) via Twitter. També es van celebrar petites quedades i manifestacions per fer-se veure de manera global.
Uns dies més tard de l'anunci de la cancel·lació de la sèrie, la directora Lana Wachowski va anunciar que hi hauria un episodi final de dues hores al 2018. Tot i així, ni l'equip directiu ni els actors tanquen les portes a una renovació de la sèrie, ja que hi han hagut cadenes audiovisuals que s'han ofert a produir i finançar-la.